# Ulysses (Pensilvânia)
Ulysses é um distrito localizado no estado norte-americano de Pensilvânia, no Condado de Potter.

## Demografia
Segundo o censo norte-americano de 2000, a sua população era de 684 habitantes.
Em 2006, foi estimada uma população de 658, um decréscimo de 26 (-3.8%).

## Geografia
De acordo com o United States Census Bureau tem uma área de
10,4 km², dos quais 10,4 km² cobertos por terra e 0,0 km² cobertos por água. Ulysses localiza-se a aproximadamente 496 m acima do nível do mar.

## Localidades na vizinhança
O diagrama seguinte representa as localidades num raio de 28 km ao redor de Ulysses.